# ایزبل ابرهارت
ایزبل ویلهلمینه ماری ابرهارت ( انگلیسی: Isabelle Wilhelmine Marie Eberhardt؛ ۱۷ فوریه ۱۸۷۷ – ۲۱ اکتبر ۱۹۰۴) مکتشف جغرافیایی، پدیدآور اهل سوئیس بود.

## زندگی‌نامه
وی در ۱۷ فوریه ۱۸۷۷ در ژنو از والدینی به نام‌های آلکساندر تروفیمووسکی و ناتالی موئردر به دنیا آمد  وی در ۲۱ اکتبر ۱۹۰۴ در سن ۲۷ سالگی در عین صفراء درگذشت.